# Ponoviče
Ponoviče so naselje v Občini Litija.